# Johnny Jeter
Jonathan Vincent Jeter (San Diego, 14 de dezembro de 1981) é um wrestler profissional norte-americano que trabalhou para a WWE no programa RAW. Antigo campeão mundial de Tag Team e ex-membro do Spirit Squad.